# Roberto Bertolini
Roberto Bertolini (Milano, 10 settembre 1985) è un giavellottista italiano, quattro volte campione nazionale della specialità e secondo nella lista delle migliori prestazioni italiane nel lancio del giavellotto di sempre.

## Biografia
Bertolini ha iniziato a praticare l'atletica leggera e il lancio del giavellotto già ai tempi delle scuole medie. Risale al 2007 il primo lancio oltre i 70 m e fino all'ottobre 2008 è stato allenato da Cosimo Scaglione a Cormano. Da fine 2008 a fine 2013, dopo il trasferimento a Pietrasanta, è stato allenato dalla primatista italiana del lancio del giavellotto Claudia Coslovich, per poi tornare con il suo precedente allenatore nel 2014.

## Progressione

### Lancio del giavellotto
| Stagione | Misura  | Luogo         | Data      | Rank. Mond. |
| -------- | ------- | ------------- | --------- | ----------- |
| 2017     | 81,68 m | Nembro        | 7-7-2017  | 44º         |
| 2016     | 81,05 m | Nembro        | 18-6-2016 | 55º         |
| 2015     | 80,97 m | Ginevra       | 6-6-2015  | 52º         |
| 2014     | 77,23 m | Milano        | 27-9-2014 | 98º         |
| 2013     | 74,58 m | Ascoli Piceno | 27-4-2013 | 171º        |
| 2012     | 74,35 m | Modena        | 22-9-2012 | 185º        |
| 2011     | 74,44 m | Milano        | 18-9-2011 | 163º        |
| 2010     | 73,79 m | Grosseto      | 30-6-2010 | –           |
| 2009     | 74,48 m | Savona        | 27-5-2009 | 153º        |
| 2008     | 78,10 m | Nembro        | 23-7-2008 | 68º         |
| 2007     | 70,81 m | Jesolo        | 26-5-2007 | –           |

## Palmarès
| Anno | Manifestazione          | Sede      | Evento                 | Risultato      | Prestazione | Note  |
| ---- | ----------------------- | --------- | ---------------------- | -------------- | ----------- | ----- |
| 2009 | Giochi del Mediterraneo | Pescara   | Lancio del giavellotto | 9º             | 70,16 m     | [ 1 ] |
| 2009 | Universiadi             | Belgrado  | Lancio del giavellotto | Qualificazione | 66,84 m     |       |
| 2016 | Europei                 | Amsterdam | Lancio del giavellotto | 13º (q)        | 80,58 m     |       |
| 2018 | Giochi del Mediterraneo | Tarragona | Lancio del giavellotto | Argento        | 74,81 m     |       |
| 2018 | Europei                 | Berlino   | Lancio del giavellotto | 26º (q)        | 71,94 m     |       |

## Campionati nazionali

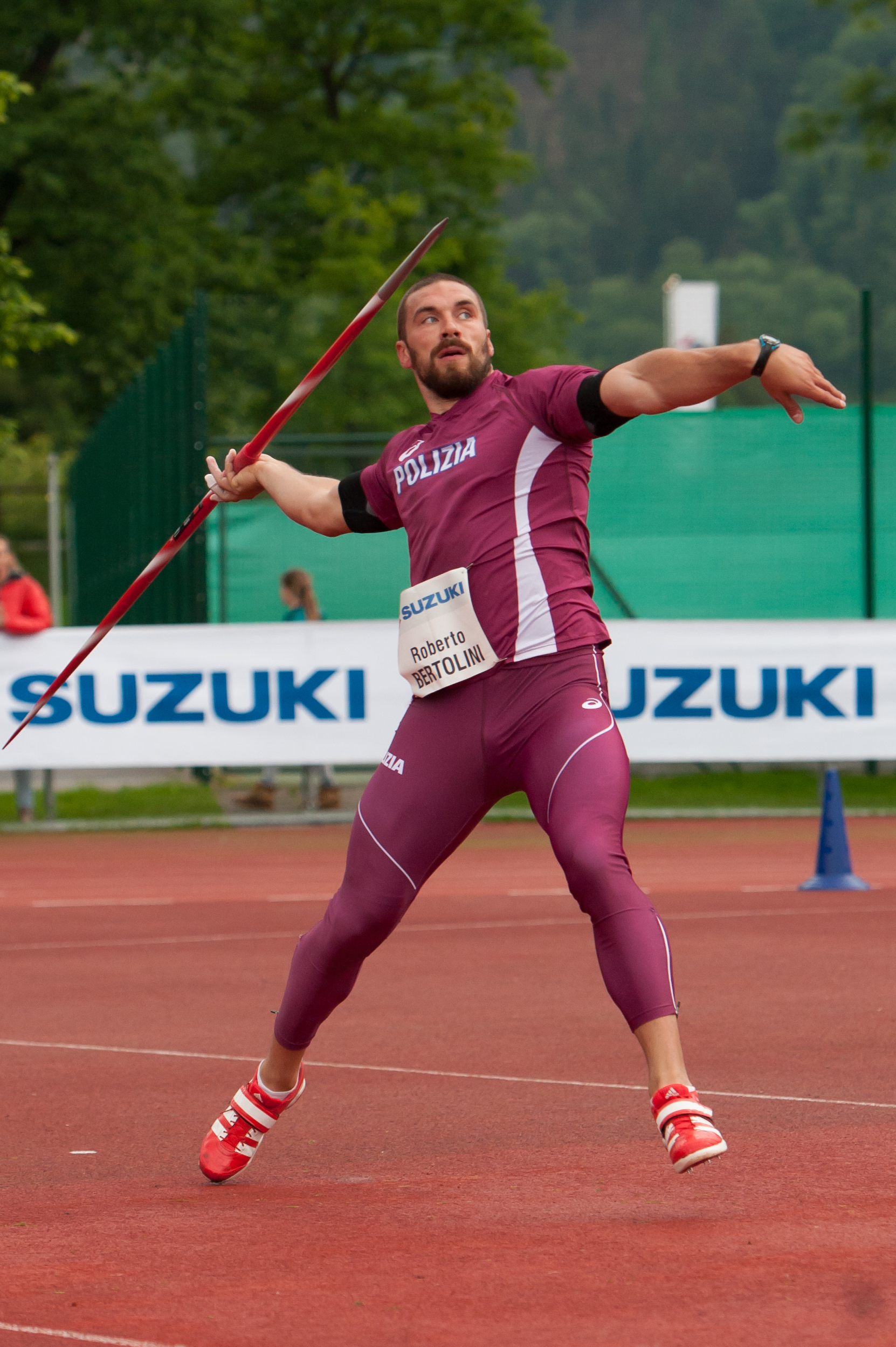
Roberto Bertolini in gara nel 2015.

- 4 volte campione italiano assoluto del lancio del giavellotto (2008, 2009, 2010 e 2015)

2008
- Oro ai campionati italiani assoluti, lancio del giavellotto - 75,66 m

2009
- Oro ai campionati italiani assoluti, lancio del giavellotto - 72,45 m

2010
- Oro ai campionati italiani assoluti, lancio del giavellotto - 73,79 m

2015
- Oro ai campionati italiani assoluti, lancio del giavellotto - 79,32 m

2022
- Argento ai campionati italiani assoluti, lancio del giavellotto - 74,88 m

## Altre competizioni internazionali
2008
- 4º in Coppa Europa ( Annecy), lancio del giavellotto - 74,55 m

2011
- 6º agli Europei a squadre ( Stoccolma), lancio del giavellotto - 72,07 m